# استيبان خوسيه مارتينيز فرنانديز إي مارتينيز دي لا سييرا
استيبان خوسيه مارتينيز فرنانديز إي مارتينيز دي لا سييرا (بالإسبانية: Esteban José Martínez Fernández y Martínez de la Sierra)‏ هو مستكشف إسباني، ولد في 1742 في إشبيلية في إسبانيا، وتوفي في 1798.